# Museum Sarganserland

Greven von Werdenberg-Sargans vapen.

Museum Sarganserland är ett regionalhistoriskt museum i tornet på Schloss Sargans i Sargans i kantonen Sankt Gallen i Schweiz.
Slottet började troligen byggas i början av 1200-talet. Tornet Bergfried och ringmuren är de äldsta delar som fortfarande finns kvar. Slottet hamnade vid mitten av 1200-talet i ätten von Werdenbergs ägo och från denna tid är också palatset på västsidan. Detta rasade vid en jordbävning 1459, men byggdes långsamt upp igen.
Orten Sargans brändes ned under det första Zürichkriget 1436–1450, men slottet klarade sig.
Slottet övergick i statlig ägo efter franska revolutionen och i den nybildade kantonen Sankt Gallens ägo 1803. År 1811 brann orten Sargans och slottet inrättades som skola. Det köptes senare, 1832, av Johann Georg von Toggenburg, men familjen von Toggenburg bosatte sig aldrig där och slottet förföll. Det har renoverats under 1900-talet och senast 1969–1970 har murar och fasader restaurerats.
I slottet finns idag en restaurang och sedan 1966 ett lokalt museum. Detta är sedan 1983 inrymt i tornet Bergfried. Detta har innermåtten 8,5 × 5,3 meter och är täck av ett halmtak. Tjockleken på murarna varierar mellan 2,1 och 2,5 meter. Tornet är fem våningar högt och byggdes ursprungligen som bostad med sovrum på våningsplan tre, där det finns spår av en kamin.
År 1983 blev museet utnämnt till European Museum of the Year.

## Fotogalleri

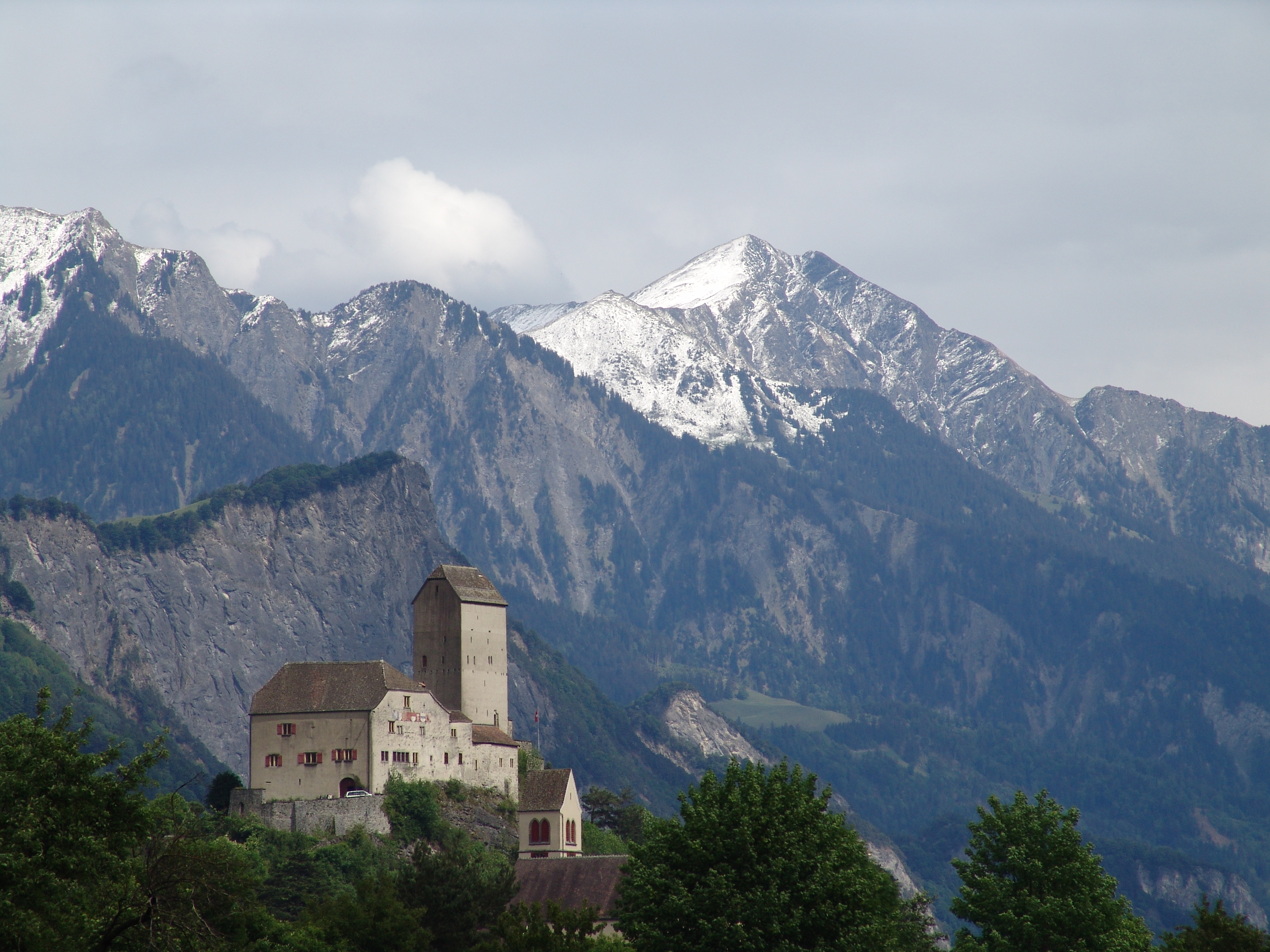
Schloss Sargans ifrån sydväst.
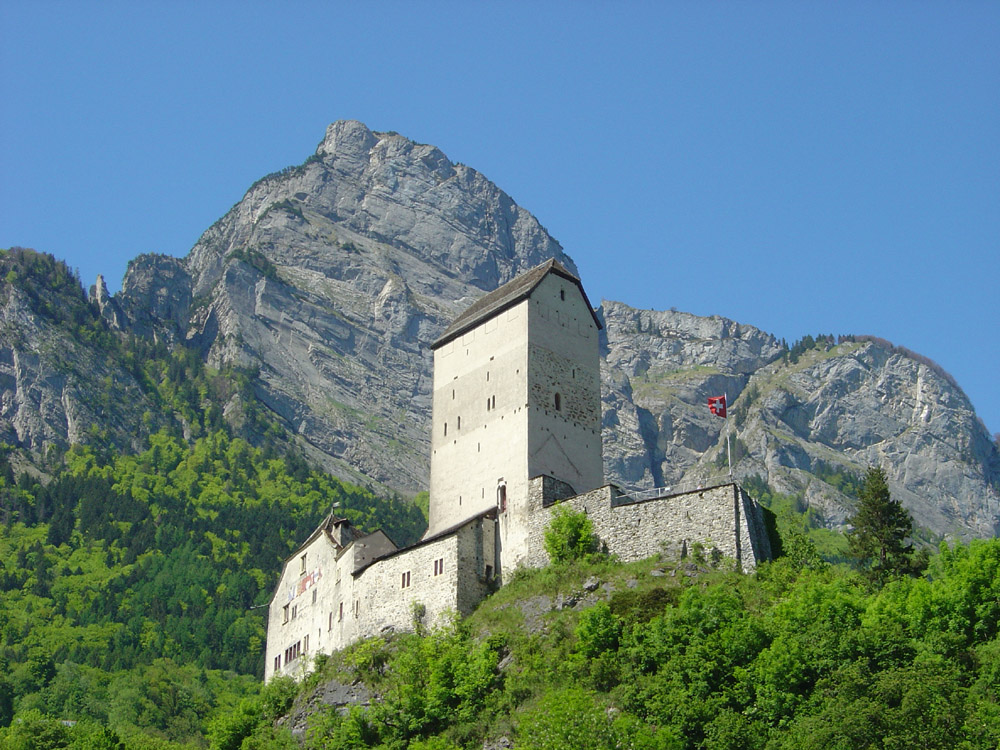
Schloss Sargans från öster med Gonzen i bakgrunden.
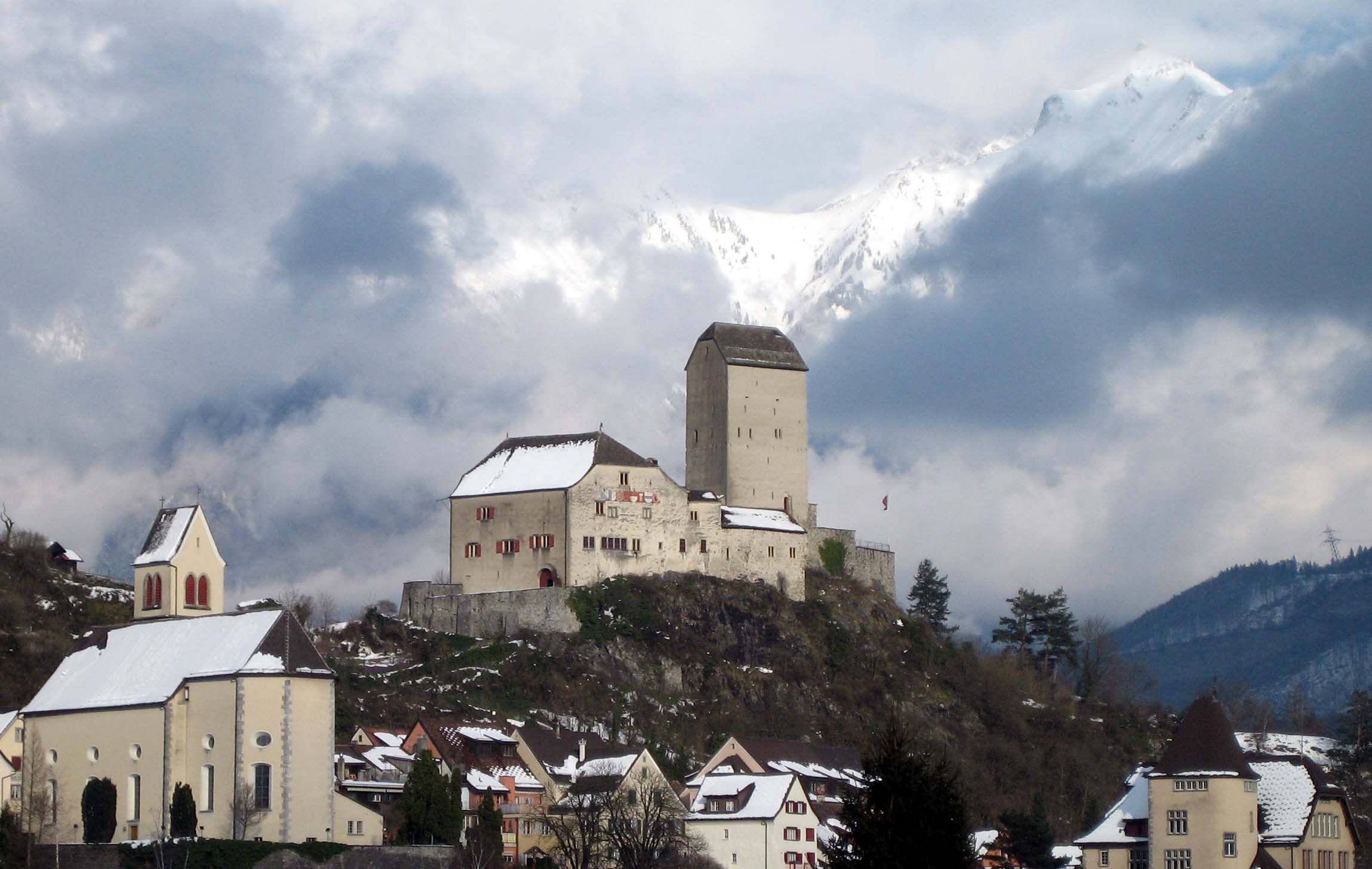
Schloss Sargans med slottsberget från söder.
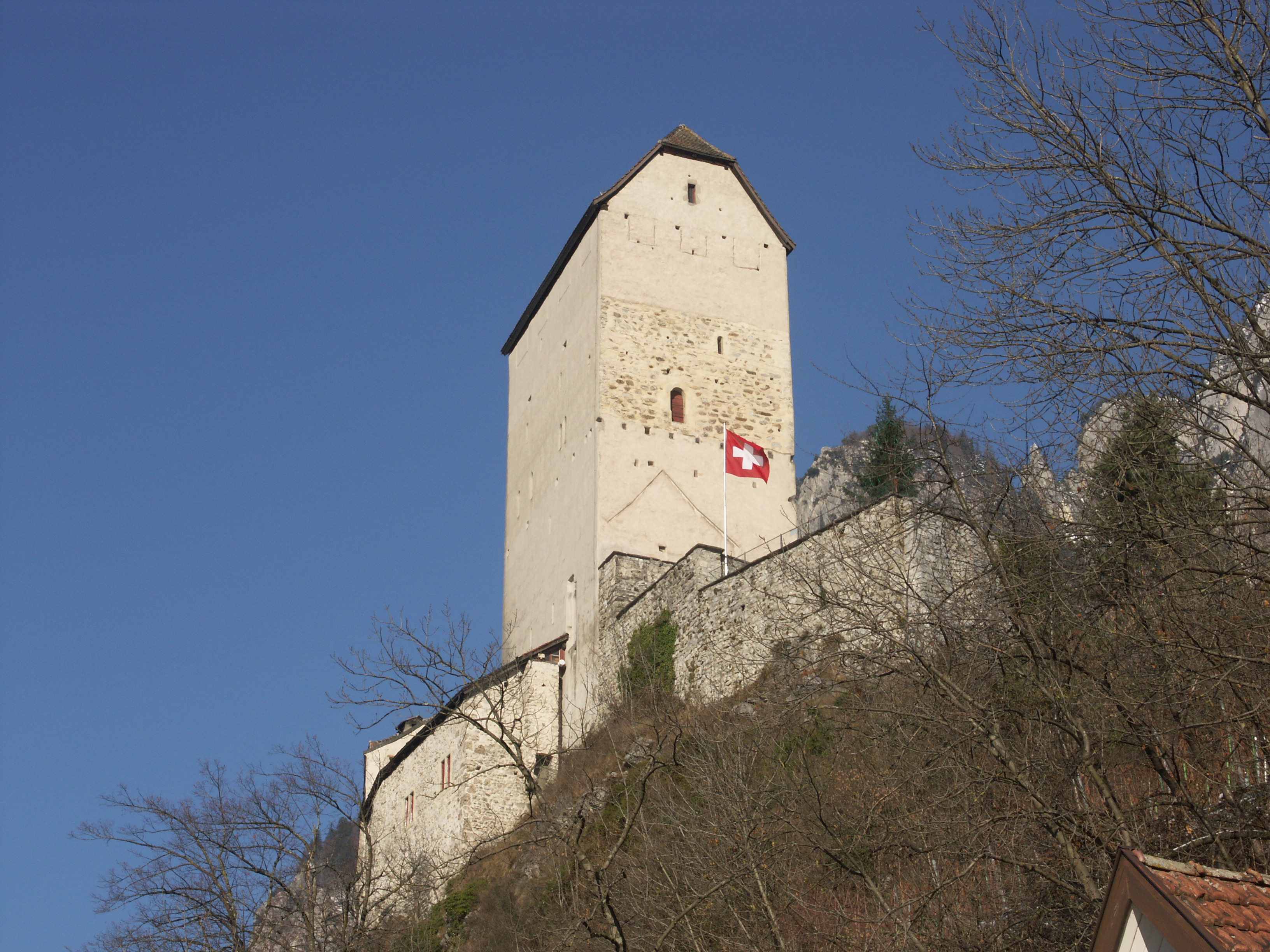
Tornet Bergfried.
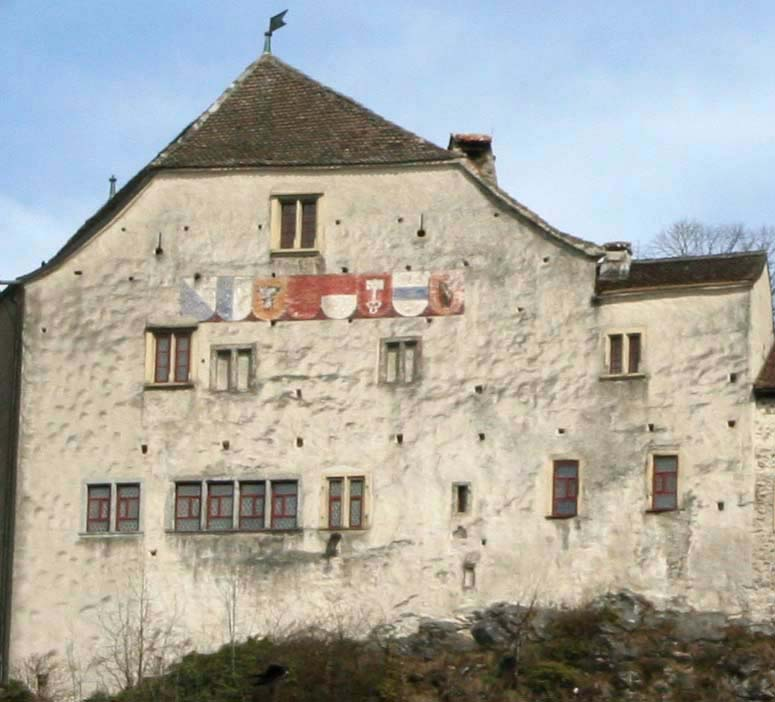
Fasad.
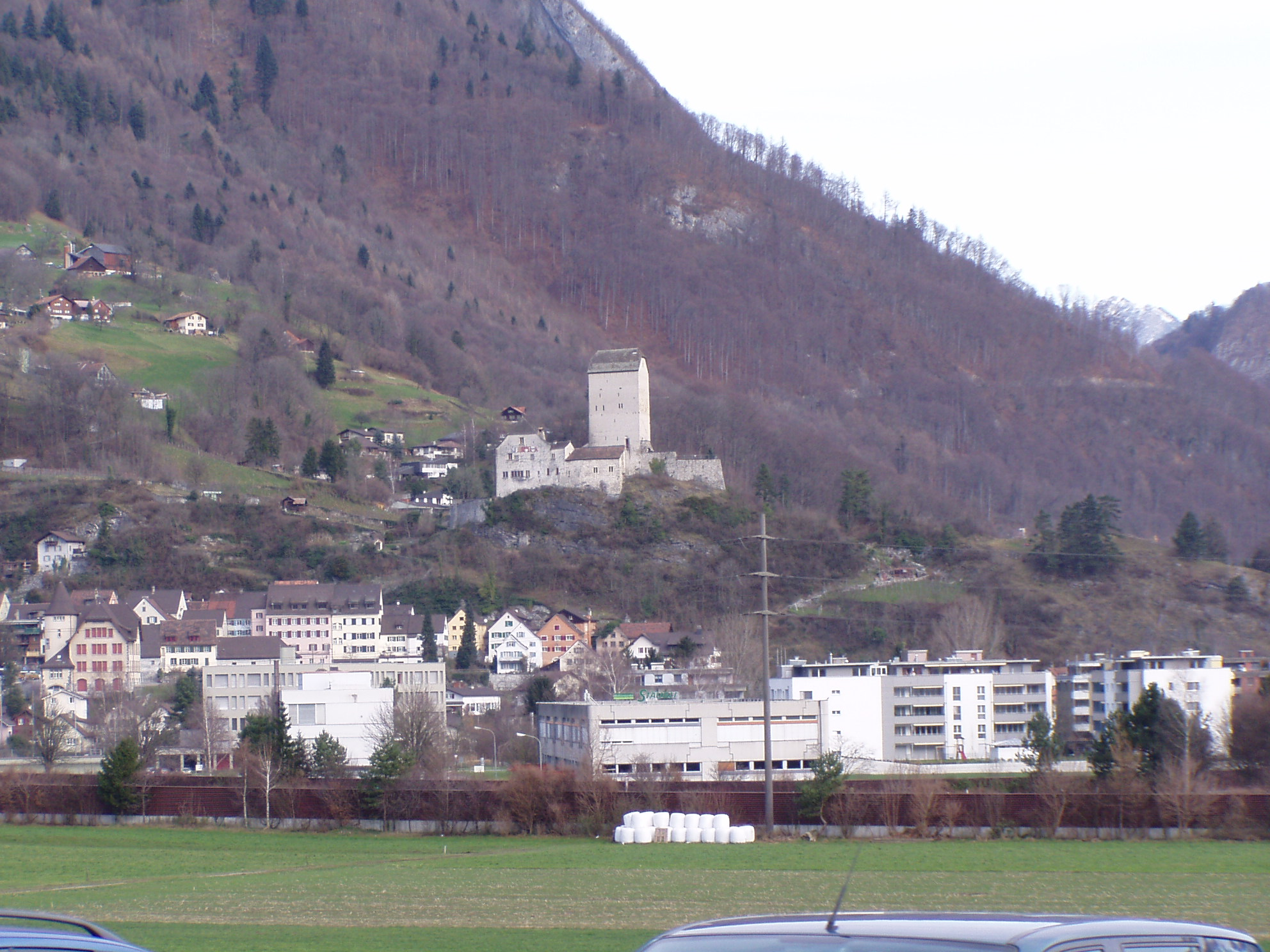
Sargans Schloss och ort från söder.
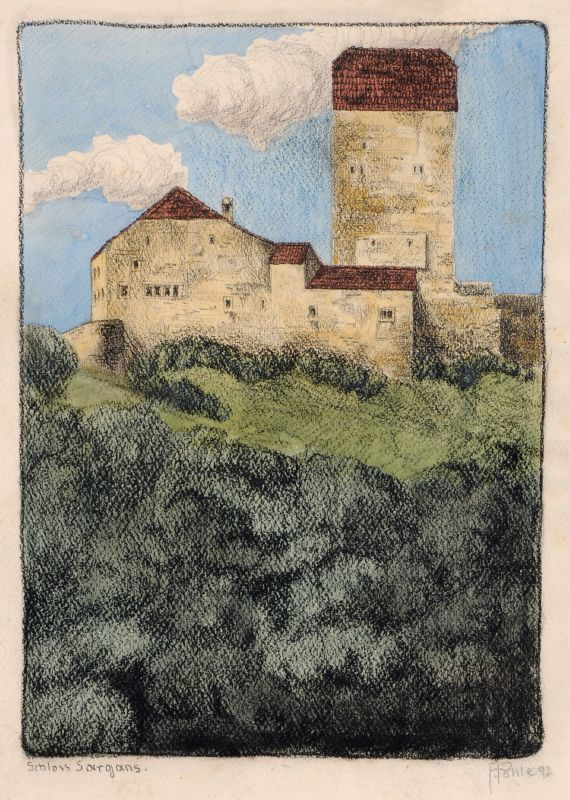
Aquarell och kolteckning från 1892.